# Jean-Éric Vergne
Jean-Éric Serge Raymond Vergne (* 25. April 1990 in Pontoise) ist ein französischer Automobilrennfahrer. 2010 gewann er die britische Formel 3. 2010 und 2011 trat er in der Formel Renault 3.5 an und wurde dort 2011 Zweiter in der Fahrerwertung. Von 2012 bis 2014 ging er für die Scuderia Toro Rosso in der Formel 1 an den Start. Seit 2014 startet er in der FIA-Formel-E-Meisterschaft, wo er 2017/18 und 2018/19 die Fahrerwertung gewann. Er tritt auch für Peugeot in der FIA-Langstrecken-Weltmeisterschaft an.

## Karriere

### Anfänge im Motorsport (2001–2011)
Vergne begann seine Motorsportkarriere 2001 im Kartsport, in dem er bis 2006 aktiv war. Unter anderem wurde er 2006 Siebter der Formel A Kartweltmeisterschaft und Vizemeister der französischen Meisterschaft. 2007 wechselte Vergne in den Formelsport und trat in der französischen Formel Renault Campus an. Mit sechs Siegen und weiteren vier Podest-Platzierungen sicherte er sich bereits in seiner ersten Saison den Meistertitel. 2008 wechselte Vergne zu SG Formula und startete für sein Team im Formel Renault 2.0 Eurocup und in der westeuropäischen Formel Renault. Zwar gewann er kein Rennen, wurde aber in beiden Serien bester Neueinsteiger. In der westeuropäischen Formel Renault wurde er Vierter und gewann den Titel der französischen Formel Renault, der an den besten Franzosen dieser Meisterschaft vergeben wurde. Im Formel Renault 2.0 Eurocup belegte er den sechsten Platz. 2009 blieb Vergne in beiden Meisterschaften und wurde mit insgesamt sieben Siegen in beiden Serien Vizemeister hinter Albert Costa.
2010 wechselte Vergne in die britische Formel-3-Meisterschaft, in der er für Carlin an den Start ging. Mit zwei Siegen am ersten Rennwochenende gab er ein starkes Debüt. In Spa-Francorchamps schaffte es Vergne, alle drei Rennen für sich zu entscheiden. Mit insgesamt 13 Siegen sicherte er sich nach 24 von 30 Rennen als erster Franzose den Meistertitel der britischen Formel-3-Meisterschaft. Er ist der dritte Red-Bull-Junior und Carlin-Pilot in Folge, der diesen Titel für sich entschied. Außerdem war geplant, dass er für SG Formula in der Saison 2010 der Formel Renault 3.5 antreten sollte. Allerdings zog sich SG Formula eine Woche vor Saisonbeginn aus der Formel Renault 3.5 zurück. Stattdessen startete er bei zwei Rennwochenenden der Saison 2010 der GP3-Serie für Tech 1 Racing und belegte den 17. Gesamtrang. Ab dem siebten Rennwochenende der Saison 2010 kam es schließlich doch zu einem Engagement in der Formel Renault 3.5. Nachdem Brendon Hartley sein Cockpit bei Tech 1 Racing räumen musste, wurde Vergne als Ersatz für die restlichen sechs Rennen verpflichtet. Bereits beim zweiten Rennwochenende in Silverstone gelang ihm sein erster Sieg. Er profitierte dabei von der Disqualifikation Esteban Guerrieris, der vor ihm ins Ziel kam. Er stand bei insgesamt vier Rennen auf dem Podium und beendete die Saison vor seinem Vorgänger Hartley auf dem achten Gesamtrang. Im November absolvierte Vergne, der seit Ende 2007 von Red Bull und der FFSA unterstützt wird, seinen ersten Formel-1-Test für die Scuderia Toro Rosso.

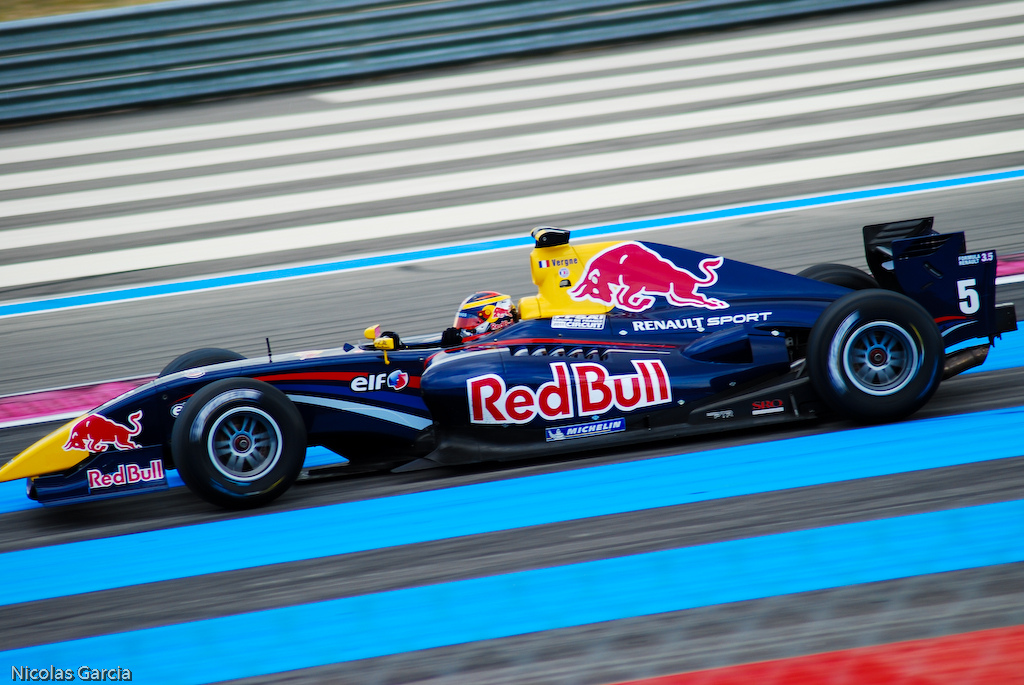
Jean-Éric Vergne für Carlin in der Formel Renault 3.5 in Le Castellet 2011

2011 trat Vergne für Carlin in der Formel Renault 3.5 als Teamkollege von Robert Wickens an. In Spa-Francorchamps und Le Castellet entschied er je ein Rennen und auf dem Hungaroring beide Rennen für sich. Insgesamt erzielte Vergne neun Podest-Platzierungen. Am Saisonende unterlag er Wickens mit 232 zu 241 Punkten und wurde Vizemeister. Auf Alexander Rossi, den Drittplatzierten, hatte er einen Vorsprung von 76 Punkten. Darüber hinaus nahm Vergne für Toro Rosso an einigen Freitagstrainings der Formel 1 teil. Bei den Young-Driver-Days der Formel 1 kam er für Red Bull Racing zum Einsatz und erzielte an jedem der drei Tage die Bestzeit.

### Formel 1 (2012–2014)
2012 ging Vergne zusammen mit Daniel Ricciardo für Toro Rosso in der Formel 1 an den Start. Bei seinem Debütrennen in Australien erreichte er den elften Platz. Ein Rennen später, beim Großen Preis von Malaysia profitierte Vergne bei immer nasser werdenden Wetterbedingungen davon, dass das Rennen unterbrochen wurde, und er ohne Boxenstopp von Intermediate auf die Regenreifen wechseln konnte. Er erreichte schließlich auf dem achten Platz das Ziel und erzielte seine ersten Punkte. Im weiteren Saisonverlauf folgten mit drei achten Plätzen weitere Punkteplatzierungen. Vergne setzte sich teamintern mit 16 zu 10 Punkten gegen Ricciardo durch und lag am Saisonende auf dem 17. Platz der Fahrerweltmeisterschaft.
2013 blieben Vergne und Ricciardo bei Toro Rosso. Beim siebten Rennen, dem Großen Preis von Kanada, erzielte Vergne mit dem sechsten Platz seine bis dahin beste Formel-1-Platzierung, die zugleich seine letzte Punkteplatzierung der Saison blieb. Vergne wurde 15. in der Fahrerwertung und verlor das teaminterne Duell gegen Ricciardo mit 13 zu 20 Punkten.

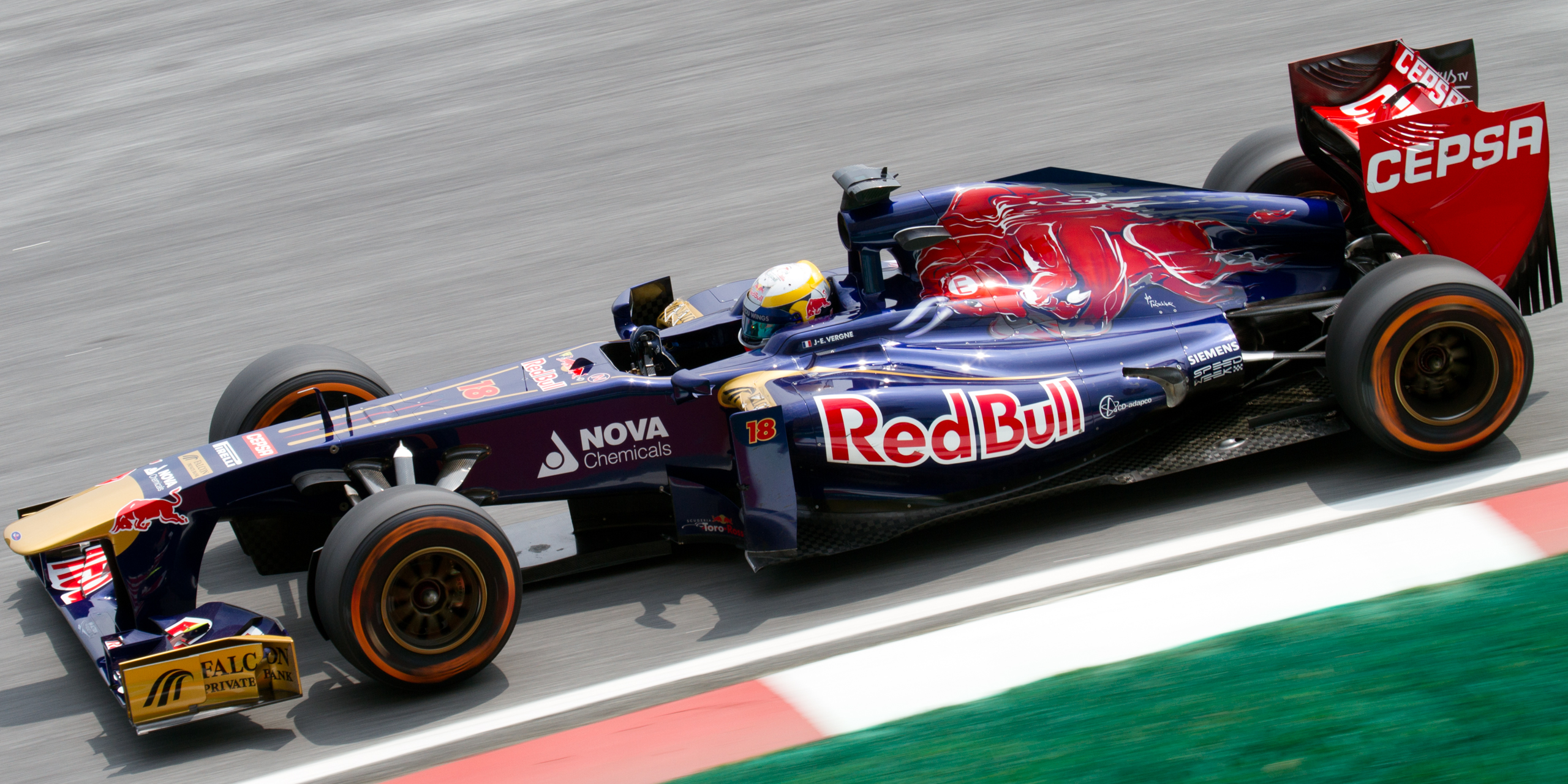
Vergne im Toro Rosso beim Großen Preis von Malaysia 2013

2014 erhielt Vergne bei Toro Rosso mit Daniil Kwjat einen neuen Teamkollegen, nachdem Ricciardo zum Schwesterteam Red Bull Racing gewechselt war. Er wählte die #25 als seine permanente Formel-1-Startnummer. Die Nummer wurde zuvor von 1979 bis 1995 vom französischen Ligier-Team und diversen französischen Fahrern verwendet. Ein sechster Platz in Singapur war sein bestes Ergebnis und zu gleich das beste Resultat Toro Rossos in der Weltmeisterschaft 2014. Vergne verbesserte sich in der Fahrerwertung auf den 13. Platz. Obwohl er sich gegen Kwjat intern mit 22 zu 8 Punkten durchsetzte, wurde Kwjat am Saisonende zum Schwesterteam Red Bull Racing beordert, während Vergne sein Formel-1-Cockpit bei Toro Rosso nach drei Jahren verlor.

### FIA-Formel-E-Meisterschaft (seit 2014/15)
In der Saison 2014/15 nahm Vergne für Andretti Autosport ab dem dritten Rennen an der FIA-Formel-E-Meisterschaft teil. Beim Punta del Este ePrix erzielte er auf Anhieb die Pole-Position. Im Rennen schied er in der Schlussphase auf dem zweiten Platz liegend mit einem technischen Defekt aus. Im Miami holte er ebenfalls die Pole-Position und fiel in der Schlussphase aus. Beim Long Beach ePrix gelang ihm mit einem zweiten Platz schließlich seine erste Podest-Platzierung. Beim London ePrix stand er als Dritter erneut auf dem Podium. Er beendete die Saison als bester Fahrer, der nicht zu jedem Rennen angetreten war, auf dem siebten Gesamtrang. 2015 nahm Vergne in der Formel 1 bei Ferrari die Rolle des Testfahrers ein.
Für die FIA-Formel-E-Meisterschaft 2015/16 wechselte Vergne zum DS Virgin Racing Formula E Team. Bei seinem Heimrennen in Paris gelang ihm mit dem zweiten Platz eine Podest-Platzierung. Auch beim London ePrix stand er als Dritter auf dem Podium. Er schloss die Saison mit 56 Punkten auf dem neunten Gesamtrang ab und unterlag damit intern Sam Bird, der mit 88 Punkten Vierter war. Darüber hinaus blieb Vergne für die Formel-1-Weltmeisterschaft 2016 als Testfahrer bei Ferrari.
Seine dritte Saison in der Formel E absolviert Vergne 2016/17 für das Techeetah Formula E Team, ein chinesischer Rennstall, der aus dem Team Aguri hervorgegangen war. In Buenos Aires und Mexiko-Stadt sowie bei ersten Rennen in New York City und Montreal wurde er Zweiter. Beim letzten Saisonrennen, dem zweiten Lauf in Montreal, gelang ihm sein erster Formel-E-Sieg. Vergne verbesserte sich mit 117 Punkten auf den fünften Platz in der Meisterschaft. Ferner erhielt Vergne für die FIA-Langstrecken-Weltmeisterschaft (WEC) 2017 ein Cockpit bei Manor. Er bestritt acht von neun Saisonrennen und wurde mit einem fünften Platz als bestem Ergebnis 15. in der Fahrerweltmeisterschaft.
In der FIA-Formel-E-Meisterschaft 2017/18 blieb Vergne bei Techeetah. Er beendete jedes der zwölf Rennen unter den ersten Zehn, erzielte vier Pole-Positions und gewann dabei die Läufe in Santiago, Punta del Este, Paris und das zweite Rennen in New York City. Damit gewann er am Saisonende mit 198 Punkten zum ersten Mal den Fahrertitel.
In der Saison 2018/19 trat Vergne erneut für Techeetah an. Das Team ging jedoch nun als Werksteam von DS Automobiles an den Start. Mit drei Siegen und zwei weiteren Podestergebnissen verteidigte er seinen Meistertitel. Mit 136 Punkten wurde er damit zum ersten Fahrer der Rennserie, der die Fahrermeisterschaft zweimal gewann. Außerdem gewann er mit zwei Siegen und einem dritten Platz die Gesamtwertung der voestalpine European Races, bei der nur Podiumsplätze bei den Rennen auf dem europäischen Kontinent berücksichtigt wurden.

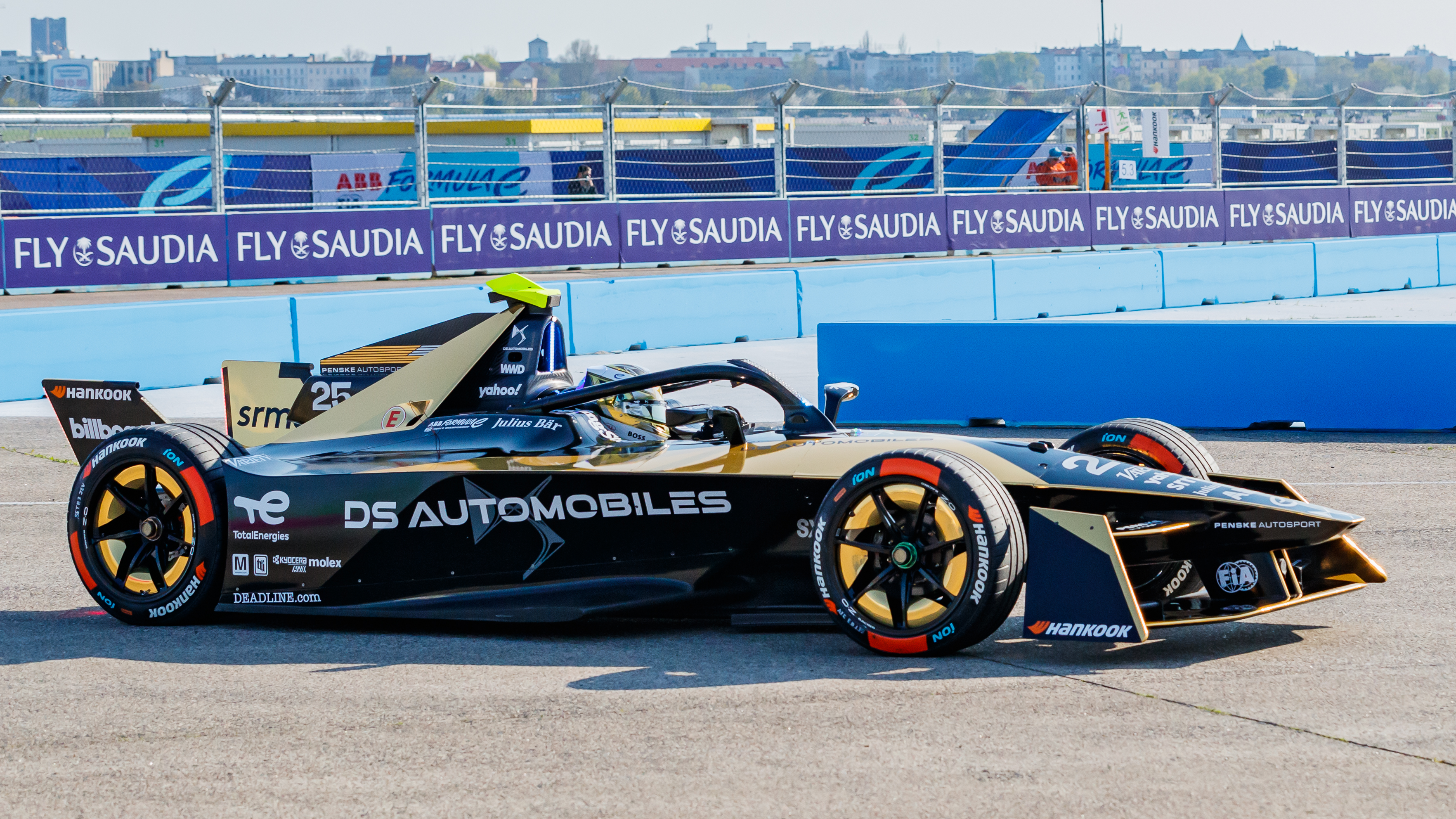
Vergne für DS Penske in der FIA-Formel-E-Weltmeisterschaft in Berlin 2023

2019/20 fuhr Vergne weiterhin für Techeetah. Mit einem Sieg und zwei Podestplätzen erzielte er den dritten Rang in der Gesamtwertung, während sein Teamkollege António Félix da Costa die Fahrermeisterschaft gewann.
Im folgenden Jahr blieb Vergne bei Techeetah. Er siegte im ersten Rennen von Rom und erreichte den zweiten Platz im ersten Rennen in New York. Mit 80 Punkten belegte er den 10. Rang in der Gesamtwertung.
In der Saison 2021/22 trat er erneut für das Team DS Techeetah an. In ersten zehn Rennen konnte er jedes Mal in die Punkte fahren, wobei er dreimal den zweiten und zweimal den dritten Platz erreichte. Mit 144 Punkten belegte er den vierten Platz in der Fahrermeisterschaft.
In der FIA-Formel-E-Weltmeisterschaft 2022/23 fährt Vergne für das Team DS Penske, welches nach dem Rücktritt des Teams Techeetah aus einer Partnerschaft zwischen dem Antriebslieferanten DS Automobiles und dem Team Penske Autosport entstand.
Vergne ist Mitgründer von Veloce.

## Statistik

### Karrierestationen
| - 2001–2006: Kartsport - 2007: Französische Formel Renault Campus (Meister) - 2008: Formel Renault 2.0 Eurocup (Platz 6) - 2008: Westeuropäische Formel Renault (Platz 4) - 2009: Formel Renault 2.0 Eurocup (Platz 2) - 2009: Westeuropäische Formel Renault (Platz 2) - 2010: Britische Formel 3 (Meister) - 2010: Formel Renault 3.5 (Platz 8) | - 2010: GP3-Serie (Platz 17) - 2011: Formel Renault 3.5 (Platz 2) - 2011: Formel 1 (Testfahrer) - 2012: Formel 1 (Platz 17) - 2013: Formel 1 (Platz 15) - 2014: Formel 1 (Platz 13) - 2015: Formel E (Platz 7) - 2015: Formel 1 (Testfahrer) | - 2016: Formel E (Platz 9) - 2016: Formel 1 (Testfahrer) - 2017: Formel E (Platz 5) - 2017: WEC (Platz 15) - 2018: Formel E (Meister) - 2019: Formel E (Meister) - 2020: Formel E (Platz 3) - 2021: Formel E (Platz 10) - 2022: Formel E (Platz 4) - 2023: Formel E |

### Einzelergebnisse in der GP3-Serie
| Jahr | Team          | 1   | 2   | 3   | 4   | 5   | 6   | 7   | 8   | 9   | 10  | 11  | 12  | 13  | 14  | 15  | 16  | Punkte | Rang |
| ---- | ------------- | --- | --- | --- | --- | --- | --- | --- | --- | --- | --- | --- | --- | --- | --- | --- | --- | ------ | ---- |
| 2010 | Tech 1 Racing | ESP | ESP | TUR | TUR | ESP | ESP | GBR | GBR | GER | GER | HUN | HUN | BEL | BEL | ITA | ITA | 9      | 17.  |
| 2010 | Tech 1 Racing | 5   | 21  |     |     | 4   | 17  |     |     |     |     |     |     |     |     |     |     | 9      | 17.  |

### Einzelergebnisse in der Formel Renault 3.5
| Jahr | Team          | 1   | 2   | 3   | 4   | 5   | 6   | 7   | 8   | 9   | 10  | 11  | 12  | 13  | 14  | 15  | 16  | 17  | Punkte | Rang |
| ---- | ------------- | --- | --- | --- | --- | --- | --- | --- | --- | --- | --- | --- | --- | --- | --- | --- | --- | --- | ------ | ---- |
| 2010 | Tech 1 Racing | ALC | ALC | SPA | SPA | MON | BRN | BRN | MAG | MAG | HUN | HUN | HOC | HOC | SIL | SIL | CAT | CAT | 53     | 8.   |
| 2010 | Tech 1 Racing |     |     |     |     |     |     |     |     |     |     |     | 11  | 5   | 1   | 3   | 3   | 2   | 53     | 8.   |
| 2011 | Carlin        | ALC | ALC | SPA | SPA | MNZ | MNZ | MON | NÜR | NÜR | HUN | HUN | SIL | SIL | LEC | LEC | CAT | CAT | 232    | 2.   |
| 2011 | Carlin        | 6   | 7   | 2   | 1   | 2   | 1   | 12  | DNF | 4   | 1   | 1   | 12  | 4   | 1   | 3   | 2   | DNF | 232    | 2.   |

### Statistik in der Formel-1-Weltmeisterschaft
Diese Statistik umfasst alle Teilnahmen des Fahrers an der Formel-1-Weltmeisterschaft.

#### Gesamtübersicht
| Saison | Team                | Chassis         | Motor                | Rennen | Siege | Zweiter | Dritter | Poles | schn. Rennrunden | Punkte | WM-Pos. |
| ------ | ------------------- | --------------- | -------------------- | ------ | ----- | ------- | ------- | ----- | ---------------- | ------ | ------- |
| 2012   | Scuderia Toro Rosso | Toro Rosso STR7 | Ferrari 2.4 V8       | 20     | –     | –       | –       | –     | –                | 16     | 17.     |
| 2013   | Scuderia Toro Rosso | Toro Rosso STR8 | Ferrari 2.4 V8       | 19     | −     | −       | −       | −     | −                | 13     | 15.     |
| 2014   | Scuderia Toro Rosso | Toro Rosso STR9 | Renault 1.6 V6 Turbo | 19     | −     | −       | −       | −     | −                | 22     | 13.     |
| Gesamt | Gesamt              | Gesamt          | Gesamt               | 58     | –     | –       | –       | –     | –                | 51     |         |

#### Einzelergebnisse
| Saison | 1   | 2   | 3   | 4   | 5   | 6  | 7   | 8   | 9  | 10 | 11  | 12  | 13  | 14 | 15 | 16 | 17 | 18  | 19 | 20 |
| ------ | --- | --- | --- | --- | --- | -- | --- | --- | -- | -- | --- | --- | --- | -- | -- | -- | -- | --- | -- | -- |
| 2012   |     |     |     |     |     |    |     |     |    |    |     |     |     |    |    |    |    |     |    |    |
| 11     | 8   | 16  | 14  | 12  | 12  | 15 | DNF | 14  | 14 | 16 | 8   | DNF | DNF | 13 | 8  | 15 | 12 | DNF | 8  |    |
| 2013   |     |     |     |     |     |    |     |     |    |    |     |     |     |    |    |    |    |     |    |    |
| 12     | 10  | 12  | DNF | DNF | 8   | 6  | DNF | DNF | 12 | 12 | DNF | 14  | 18* | 12 | 13 | 17 | 16 | 15  |    |    |
| 2014   |     |     |     |     |     |    |     |     |    |    |     |     |     |    |    |    |    |     |    |    |
| 8      | DNF | DNF | 12  | DNF | DNF | 8  | DNF | 10  | 13 | 9  | 11  | 13  | 6   | 9  | 13 | 10 | 13 | 12  |    |    |

| Legende  | Legende            | Legende                                                          |
| Farbe    | Abkürzung          | Bedeutung                                                        |
| -------- | ------------------ | ---------------------------------------------------------------- |
| Gold     | –                  | Sieg                                                             |
| Silber   | –                  | 2. Platz                                                         |
| Bronze   | –                  | 3. Platz                                                         |
| Grün     | –                  | Platzierung in den Punkten                                       |
| Blau     | –                  | Klassifiziert außerhalb der Punkteränge                          |
| Violett  | DNF                | Rennen nicht beendet (did not finish)                            |
| Violett  | NC                 | nicht klassifiziert (not classified)                             |
| Rot      | DNQ                | nicht qualifiziert (did not qualify)                             |
| Rot      | DNPQ               | in Vorqualifikation gescheitert (did not pre-qualify)            |
| Schwarz  | DSQ                | disqualifiziert (disqualified)                                   |
| Weiß     | DNS                | nicht am Start (did not start)                                   |
| Weiß     | WD                 | zurückgezogen (withdrawn)                                        |
| Hellblau | PO                 | nur am Training teilgenommen (practiced only)                    |
| Hellblau | TD                 | Freitags-Testfahrer (test driver)                                |
| ohne     | DNP                | nicht am Training teilgenommen (did not practice)                |
| ohne     | INJ                | verletzt oder krank (injured)                                    |
| ohne     | EX                 | ausgeschlossen (excluded)                                        |
| ohne     | DNA                | nicht erschienen (did not arrive)                                |
| ohne     | C                  | Rennen abgesagt (cancelled)                                      |
| ohne     | keine WM-Teilnahme |                                                                  |
| sonstige | P/fett             | Pole-Position                                                    |
| sonstige | 1/2/3/4/5/6/7/8    | Punktplatzierung im Sprint-/Qualifikationsrennen                 |
| sonstige | SR/kursiv          | Schnellste Rennrunde                                             |
| sonstige | *                  | nicht im Ziel, aufgrund der zurückgelegten Distanz aber gewertet |
| sonstige | ()                 | Streichresultate                                                 |
| sonstige | unterstrichen      | Führender in der Gesamtwertung                                   |

### Einzelergebnisse in der FIA-Formel-E-Weltmeisterschaft
| Jahr    | Team                            | 1   | 2   | 3      | 4    | 5      | 6    | 7     | 8   | 9   | 10  | 11   | 12    | 13  | 14  | 15  | 16  | Punkte | Rang |
| ------- | ------------------------------- | --- | --- | ------ | ---- | ------ | ---- | ----- | --- | --- | --- | ---- | ----- | --- | --- | --- | --- | ------ | ---- |
| 2014/15 | Andretti Autosport              | BEI | PUT | PUN    | BUE  | MIA    | LBH  | MON   | BER | MOS | LON | LON  |       |     |     |     |     | 70     | 7.   |
| 2014/15 | Andretti Autosport              |     |     | *°14*° | °6°  | *°18*° | °2°  | °DNF° | 7   | 4   | 3   | *16* |       |     |     |     |     | 70     | 7.   |
| 2015/16 | DS Virgin Racing Formula E Team | BEI | PUT | PUN    | BUE  | MEX    | LBH  | PAR   | BER | LON | LON |      |       |     |     |     |     | 56     | 9.   |
| 2015/16 | DS Virgin Racing Formula E Team | 12  | DNF | °7°    | °11° | °16°   | *13* | °2°   | 5   | 3   | 8   |      |       |     |     |     |     | 56     | 9.   |
| 2016/17 | Techeetah Formula E Team        | HKG | MAR | BUE    | MEX  | MON    | PAR  | BER   | BER | NYC | NYC | MTR  | MTR   |     |     |     |     | 117    | 5.   |
| 2016/17 | Techeetah Formula E Team        | DNF | 8   | 2      | 2    | DNF    | DNF  | 8     | 6   | °2° | 8   | °2°  | 1     |     |     |     |     | 117    | 5.   |
| 2017/18 | Techeetah Formula E Team        | HKG | HKG | MAR    | SAN  | MEX    | PUN  | ROM   | PAR | BER | ZÜR | NYC  | NYC   |     |     |     |     | 198    | 1.   |
| 2017/18 | Techeetah Formula E Team        | 2   | 4   | 5      | 1    | 5      | 1    | 5     | 1   | 3   | 10  | °5°  | °1°   |     |     |     |     | 198    | 1.   |
| 2018/19 | DS Techeetah                    | DIR | MAR | SAN    | MEX  | HKG    | SAY  | ROM   | PAR | MCO | BER | BRN  | NYC   | NYC |     |     |     | 136    | 1.   |
| 2018/19 | DS Techeetah                    | 2   | 5   | DNF    | 13   | 13     | 1    | 14    | 6   | 1   | 3   | 1    | 14    | 7   |     |     |     | 136    | 1.   |
| 2019/20 | DS Techeetah                    | DIR | DIR | SAN    | MEX  | MAR    | BER  | BER   | BER | BER | BER | BER  |       |     |     |     |     | 86     | 3.   |
| 2019/20 | DS Techeetah                    | DNF | 8   | DNF    | 4    | 3      | NC   | 10    | 3   | 1   | 18  | 7    |       |     |     |     |     | 86     | 3.   |
| 2020/21 | DS Techeetah                    | DIR | DIR | ROM    | ROM  | VAL    | VAL  | MCO   | PUE | PUE | NYC | NYC  | LON   | LON | BER | BER |     | 80     | 10.  |
| 2020/21 | DS Techeetah                    | 15  | 12  | 1      | 11   | 9      | 7    | °4°   | DNF | 8   | °2° | DNF  | °12°  | 12  | 6   | 11  |     | 80     | 10.  |
| 2021/22 | DS Techeetah                    | DIR | DIR | MEX    | ROM  | ROM    | MCO  | BER   | BER | JAK | MAR | NYC  | NYC   | LON | LON | SEO | SEO | 144    | 4.   |
| 2021/22 | DS Techeetah                    | 8   | °6° | 3      | °4°  | °2°    | °3°  | °2°   | °9° | °2° | °4° | °18° | °DNF° | 14  | DNF | 6   | 6   | 144    | 4.   |

### Le-Mans-Ergebnisse
| Jahr | Team                  | Fahrzeug         | Teamkollege    | Teamkollege      | Platzierung     | Ausfallgrund |
| ---- | --------------------- | ---------------- | -------------- | ---------------- | --------------- | ------------ |
| 2017 | CEPC Manor TRS Racing | Oreca 07         | Tor Graves     | Jonathan Hirschi | Rang 7          |              |
| 2018 | G-Drive Racing        | Oreca 07         | Roman Russinow | Andrea Pizzitola | disqualifiziert |              |
| 2019 | G-Drive Racing        | Aurus 01         | Roman Russinow | Job van Uitert   | Rang 11         |              |
| 2020 | G-Drive Racing        | Aurus 01         | Roman Russinow | Mikkel Jensen    | Rang 9          |              |
| 2023 | Peugeot TotalEnergies | Peugeot 9X8      | Paul di Resta  | Mikkel Jensen    | Rang 8          |              |
| 2024 | Peugeot TotalEnergies | Peugeot 9X8 2024 | Nico Müller    | Mikkel Jensen    | Rang 12         |              |
| 2025 | Peugeot TotalEnergies | Peugeot 9X8 2024 | Paul di Resta  | Mikkel Jensen    | Rang 16         |              |

### Einzelergebnisse in der FIA-Langstrecken-Weltmeisterschaft
| Saison  | Team           | Rennwagen                    | 1   | 2   | 3   | 4   | 5   | 6   | 7   | 8   | 9   |
| ------- | -------------- | ---------------------------- | --- | --- | --- | --- | --- | --- | --- | --- | --- |
| 2017    | Manor Racing   | Oreca 07                     | SIL | SPA | LEM | NÜR | MEX | AUS | FUJ | SHA | BAH |
| 2017    | Manor Racing   | Oreca 07                     | 9   | 13  | 7   |     | 7   | 10  | 9   | 13  | 10  |
| 2018/19 | G-Drive Racing | Oreca 07 Aurus 01            | SPA | LEM | SIL | FUJ | SHA | SEB | SPA | LEM |     |
| 2018/19 | G-Drive Racing | Oreca 07 Aurus 01            | 6   | DNF |     | 9   |     |     | 8   | 11  |     |
| 2019/20 | G-Drive Racing | Aurus 01                     | SIL | FUJ | SHA | BAH | AUS | SPA | LEM | BAH |     |
| 2019/20 | G-Drive Racing | Aurus 01                     |     |     |     | 7   |     |     | 9   |     |     |
| 2022    | Peugeot Sport  | Peugeot 9X8                  | SEB | SPA | LEM | MON | FUJ | BAH |     |     |     |
| 2022    | Peugeot Sport  | Peugeot 9X8                  |     |     |     | DNF | 4   | DNF |     |     |     |
| 2023    | Peugeot Sport  | Peugeot 9X8                  | SEB | POR | SPA | LEM | MON | FUJ | BAH |     |     |
| 2023    | Peugeot Sport  | Peugeot 9X8                  | 31  | 7   | 14  | 8   | 3   | 8   | 9   |     |     |
| 2024    | Peugeot Sport  | Peugeot 9X8 Peugeot 9X8 2024 | KAT | IMO | SPA | LEM | SAO | AUS | FUJ | BAH |     |
| 2024    | Peugeot Sport  | Peugeot 9X8 Peugeot 9X8 2024 | DNF | 9   |     | 12  | 8   | 12  | 4   | 3   |     |
| 2025    | Peugeot Sport  | Peugeot 9X8 2024             | KAT | IMO | SPA | LEM | SAO | AUS | FUJ | BAH |     |
| 2025    | Peugeot Sport  | Peugeot 9X8 2024             | 9   | 9   | 11  | 16  |     |     |     |     |     |